# Episodi de I casi della giovane Miss Fisher (seconda stagione)
La seconda e ultima stagione della serie televisiva I casi della giovane Miss Fisher, composta da otto episodi, è stata distribuita sul servizio streaming statunitense Acorn TV dal 7 giugno 2021.
In Italia la stagione è stata trasmessa in prima visione assoluta su Rai 2 dal 14 giugno al 5 luglio 2024, ogni venerdì in prima serata.
| nº | Titolo originale   | Titolo italiano                       | Prima TV Australia | Prima TV Italia |
| -- | ------------------ | ------------------------------------- | ------------------ | --------------- |
| 1  | Death by Design    | Progetto di morte                     | 7 giugno 2021      | 14 giugno 2024  |
| 2  | Come Die With Me   | Briciole di morte                     | 7 giugno 2021      | 14 giugno 2024  |
| 3  | Blood Wedding      | Nozze di sangue                       | 14 giugno 2021     | 21 giugno 2024  |
| 4  | A Killer Unleashed | Il misterioso caso del cane assassino | 21 giugno 2021     | 21 giugno 2024  |
| 5  | Death Alley        | Delitto al bowling                    | 28 giugno 2021     | 28 giugno 2024  |
| 6  | Coop De Grace      | Colpo di grazia                       | 5 luglio 2021      | 28 giugno 2024  |
| 7  | Reel Murder        | Pesca pericolosa                      | 12 luglio 2021     | 5 luglio 2024   |
| 8  | New Year's Evil    | Capodanno col morto                   | 19 luglio 2021     | 5 luglio 2024   |

## Progetto di morte
- Diretto da: Kevin Carlin
- Scritto da: Deb Cox e Matt Kazacos

### Trama
La mattina dopo una festa, un architetto - che avrebbe dovuto ridisegnare la casa di Peregrine - e il suo amante vengono trovati morti nella sauna. Peregrine e James tentano di ripercorrere i movimenti dei partecipanti alla festa, ma il compito si rivela difficile poiché gli ospiti sono scambisti in nome del libero amore.

## Briciole di morte
- Diretto da: Lynn Hegarty
- Scritto da: Michael Miller

### Trama
L'eccitazione di Peregrine per le sue imminenti nozze è di breve durata quando inizia a rendersi conto che lei e James hanno piani diversi per il loro futuro insieme. Peregrine va sotto copertura alla scuola di assistenti di volo per risolvere l'omicidio di una donna. Il corpo era stato rinvenuto  durante l'addestramento, tenuto presso l'aeroporto di Melbourne, per diventare assistente di volo.

## Nozze di sangue
- Diretto da: Lynn Hegarty
- Scritto da: Felicity Packard

### Trama
James è chiamato a indagare sull'omicidio di un contadino, il giorno prima di un matrimonio, nella tenuta dove lavora suo padre. Peregrine cerca di aiutarlo, ma James è ancora gelido nei suoi confronti e la comparsa di una sua vecchia fiamma non aiuta le cose.

## Il misterioso caso del cane assassino
- Diretto da: Kevin Carlin
- Scritto da: Elizabeth Coleman

### Trama
Alla mostra canina del campionato del 1964 del Melbourne Kennel Club, un concorrente muore e il suo prezioso collie viene sospettato per l'omicidio. Avendo rinunciato agli uomini, Peregrine considera lei stessa un cane per compagnia. Nel frattempo, Birdie torna da un viaggio ma sembra nascondere qualcosa.

## Delitto al bowling
- Diretto da: Jess Harris
- Scritto da: Michael Miller

### Trama
Una rissa in una pista da bowling porta alla decapitazione di un uomo. Quando la polizia arresta il nipote di Violetta per l'omicidio, Peregrine si propone di dimostrare la sua innocenza.

## Colpo di grazia
- Diretto da: Jess Harris
- Scritto da: Trent Roberts

### Trama
Il giorno della gara, il presidente del Sandridge Pigeon Club viene scoperto morto nel pollaio, coperto di piume e soffocato dal becchime. Mentre Peregrine lavora al caso con James, Birdie ha la sua misteriosa missione da completare.

## Pesca pericolosa
- Diretto da: Lynn Hegarty
- Scritto da: Felicity Packard

### Trama
Il gruppo di amici di Peregrine si riunisce al fiume per rilassarsi e distrarsi dagli eventi degli ultimi mesi, ma quando Samuel aggancia un cadavere con la sua canna da pesca, una giornata allegra diventa un caso da risolvere. Emerge che la vittima è sfuggita all'accusa di omicidio molti anni fa, e così Peregrine e James cercano un sospetto con movente di vendetta.

## Capodanno col morto
- Diretto da : Lynn Hegarty
- Scritto da: Elizabeth Coleman

### Trama
Peregrine organizza una festa di Capodanno al "Club delle avventuriere" e invita a suonare la pop band più in voga di Melbourne. Ma non passa molto tempo prima che uno sparo risuoni nel buio, lasciando il cantante morto sul pavimento. Con tutti i presenti tenuti dentro al club, Peregrine e James devono lavorare insieme per scoprire l'assassino in mezzo a loro, anche se la tensione tra loro raggiunge un punto di ebollizione.